# Arthur Smith Woodward
Arthur Smith Woodward (Macclesfield, Cheshire, 23 de mayo de 1864-2 de septiembre de 1944) fue un paleontólogo inglés.

## Biografía
Estudió en el Owens College de Mánchester. Se unió al equipo del Departamento de Geología en el Museo de Historia Natural de Londres en 1882. Fue nombrado asistente del encargado de Geología en 1892 y encargado de esa sección en 1901. Fue designado como Secretarios de la Sociedad Paleontográfica y en 1904 fue nombrado presidente de la Sociedad Geológica.
Fue reconocido como experto de renombre mundial en fósiles de peces, y escribió Catalogue of the Fossil Fishes in the British Museum (1889-1901).
Su trabajo incluyó viajes a Sudamérica y Grecia.
Por sus contribuciones a la Paleoictiología obtuvo varios premios, incluida la Medalla Real de la Royal Society, la Medalla Lyell y la Medalla Wollaston de la Sociedad Geológica, la Medalla linneana de la Sociedad linneana de Londres y la Medalla Clarke de la Real Sociedad de Nueva Gales del Sur en 1914. Se retiró en 1924.
La reputación de Woodward sufrió mucho, debido a que fue engañado por el supuesto descubrimiento del Hombre de Piltdown, que en realidad resultó del enterramiento malintencionado, en sitios cercanos, de huesos del cráneo de un humano, un maxilar de orangután y un colmillo de mono. Woodward ayudó al supuesto descubridor Charles Dawson, a describir el falso espécimen fósil y realizó una completamente equivocada reconstrucción.
Sin embargo, fue al mismo Woodward, a quien le correspondió describir el cráneo de Kabwe, un verdadero fósil muy importante para el estudio de los antepasados del Homo sapiens y que él estableció como especie Homo rhodesiensis. Al cabo de muchos años varios expertos han llegado a considerar como un importante acierto la descripción de esta especie, tras el hallazgo de fósiles relacionados en diferentes lugares de África, desde Argelia y Marruecos, hasta Etiopía, Tanzania y Sudáfrica.
Se ha establecido que los fósiles africanos del Pleistoceno medio pertenecen a una línea evolutiva propia hacia el H. sapiens y forman un grupo separado de la línea evolutiva europea hacia el hombre de Neanderthal. Para designar esas poblaciones africanas en la línea de H. sapiens, por lo que se justificaría emplear la denominación de Homo rhodesiensis, para una especie diferenciada (Bermúdez de Castro et al., 2003). Tim White (2003) considera al H. rhodesiensis como el probable antepasado de Homo sapiens idaltu. Ni Woodward ni sus contemporáneos sospecharon que su descripción de Homo rhodesiensis sería la verdadera contribución de este científico a la Paleoantropología.

## Abreviatura (zoología)
La abreviatura Woodward  se emplea para indicar a Arthur Smith Woodward como autoridad en la descripción y taxonomía en zoología.